# Sarcophaga emdeni
Sarcophaga emdeni är en tvåvingeart som först beskrevs av Boris Borisovitsch Rohdendorf 1969.  Sarcophaga emdeni ingår i släktet Sarcophaga och familjen köttflugor. Arten är reproducerande i Sverige. Inga underarter finns listade i Catalogue of Life.